# Warmbad Sellin

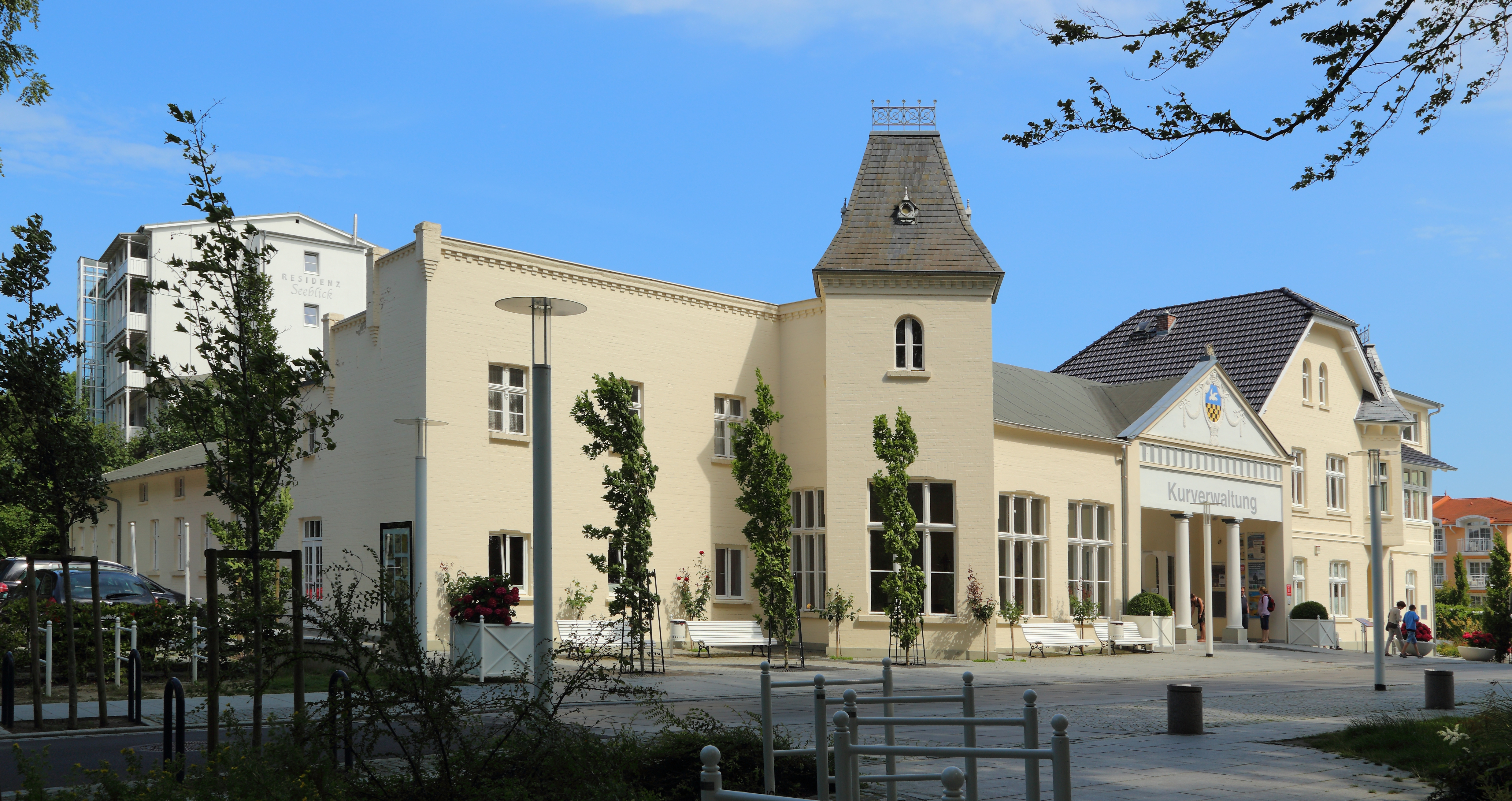
Warmbad Sellin, Warmbadstraße 4

Das Warmbad Sellin ist ein denkmalgeschütztes Gebäude im Ostseebad Sellin auf der Insel Rügen. Heute ist es Sitz der örtlichen Kurverwaltung.
Es entstand 1906 auf Initiative des Gemeindevorstehers Hermann Holtz als Gemeindehaus mit Warmbad. Im Erdgeschoss entstanden Büros, im ersten Stockwerk befand sich die Wohnung des Gemeindevorstehers. Dahinter waren zunächst 14 Warmbadezellen untergebracht. Wenig später wurde an das Vorderhaus ein Lese- und Musikzimmer sowie weitere 16 Warmbadezellen angebaut.
Über dem repräsentativen Säulenportal war ursprünglich der Satz zu lesen: Arbeit ist des Bürgers Zierde, Segen ist der Mühe Preis!. Heute befindet sich dort die Bezeichnung: Kurverwaltung. In der Wappenkartusche über dem Portal ist das Selliner Ortswappen zu sehen. Der über der Kartusche sichtbare Kopf soll die Gesichtszüge des ehemaligen Gemeindevorstehers Hermann Holtz tragen.